# Bracon adoxophyesi
Bracon adoxophyesi är en stekelart som beskrevs av Minamikawa 1954. Bracon adoxophyesi ingår i släktet Bracon och familjen bracksteklar. Inga underarter finns listade.